# Дотто, Лука
Лука Дотто (итал. Luca Dotto; род. 18 апреля 1990, Кампосампьеро, Венеция) — итальянский пловец, специализирующийся в плавании кролем. Серебряный и бронзовый призёр чемпионатов мира.

## Биография
Стал известен после чемпионата мира по водным видам спорта 2011 года в Шанхае. Плыл на дистанциях 50 и 100 метров. На дистанции 50 метров в первом раунде, проплыв за 22,25 секунды, занял 12 место и вышел в полуфинал. В полуфинале, проплыв за 21,97 секунды, занял 4 место и вышел в финал. В финале проплыл за 21,90 секунды, таким образом, завоевал серебряную медаль, уступив бразильцу Сезар Сьелу. На дистанции 100 метров в первом раунде, проплыв за 48,79 секунды, занял 13 место и вышел в полуфинал. В полуфинале, проплыв за 48,44 секунды, занял 7 место и вышел в финал. В финале проплыл за 48,24 секунды, таким образом, занял 7 место.
Участник Летних Олимпийских игр 2012 года в Лондоне. Плыл на дистанциях 50 и 100 метров кролем. На дистанции 50 метров в первом раунде, проплыв за 22,12 секунды, занял 12 место и вышел в полуфинал. В полуфинале, проплыв за 22,09 секунды, занял 14 место и не прошёл в финал. На дистанции 100 метров в первом раунде, проплыв за 49,43 секунд, занял 22 место и не прошёл в полуфинал.
Участник чемпионата мира по водным видам спорта 2013 года в Барселоне. Плыл на дистанциях 50 и 100 метров кролем. На дистанции 50 метров в первом раунде, проплыв за 22,45 секунды, занял 21 место и выбыл из соревнований. На дистанции 100 метров в первом раунде, проплыв за 48,88 секунд, занял 10 место и вышел в полуфинал. В полуфинале, проплыв за 48,46 секунд, занял 8 место и вышел в финал. В финале проплыл за 48,58 секунд, таким образом занял 8 место.
Участник чемпионат Европы по водным видам спорта 2014 года в Берлине. Плыл в смешанной эстафете 4×100 метров, где итальянцы завоевали золото, в эстафете кролем 4×100 метров в команде Италии и на личных дистанциях 50 и 100 метров кролем завоевал бронзовые медали. На дистанции 50 метров в первом раунде, проплыв за 22,21 секунды, занял 5 место и вышел в полуфинал. В полуфинале, проплыв за 22,27 секунды, занял 12 место и не вышел в финал. На дистанции 100 метров в первом раунде, проплыв за 48,84 секунды, занял 2 место и вышел в полуфинал. В полуфинале, проплыв за 48,68 секунды, занял 4 место и вышел в финал. В финале проплыл за 48,58 секунды, таким образом занял 5 место.
Участник чемпионата мира по водным видам спорта 2015 года в Казани. Плыл в эстафете кролем 4×100 метров, где итальянцы завоевали бронзовую медаль, на личных дистанциях 50 и 100 метров кролем. На дистанции 50 метров в первом раунде, проплыв за 22,48 секунды, занял 17 место и завершил соревнования. На дистанции 100 метров в первом раунде, проплыв за 49,01 секунды, занял 17 место и завершил соревнования.